# 324 a.C.
Il 324 a.C. (CCCXXIV a.C. in numeri romani) è un anno  del IV secolo a.C.

## Eventi
- Alessandro Magno visita Susa e sposa Statira, figlia di Dario III di Persia
- Roma
  - Dittatore Lucio Papirio Cursore

## Morti
- Agatone, militare macedone antico
- Balacro, militare macedone antico
- Efestione, nobile e generale macedone antico
- Licurgo di Atene, politico e oratore ateniese